# Wereldkampioenschap superbike van Losail 2015
Het wereldkampioenschap superbike van Losail 2015 was de dertiende en laatste ronde van het wereldkampioenschap superbike en de twaalfde en laatste ronde van het wereldkampioenschap Supersport 2015. De races werden verreden op 18 oktober 2015 op het Losail International Circuit nabij Doha, Qatar.

## Superbike

### Race 1
| Pos | Nr  | Rijder               | Constructeur | Rondes | Tijd         | Grid | Punten |
| --- | --- | -------------------- | ------------ | ------ | ------------ | ---- | ------ |
| 1   | 81  | Jordi Torres         | Aprilia      | 17     | 33:40.883    | 6    | 25     |
| 2   | 65  | Jonathan Rea         | Kawasaki     | 17     | +0.726       | 2    | 20     |
| 3   | 66  | Tom Sykes            | Kawasaki     | 17     | +6.579       | 1    | 16     |
| 4   | 7   | Chaz Davies          | Ducati       | 17     | +7.889       | 4    | 13     |
| 5   | 60  | Michael van der Mark | Honda        | 17     | +13.512      | 9    | 11     |
| 6   | 91  | Leon Haslam          | Aprilia      | 17     | +17.755      | 5    | 10     |
| 7   | 112 | Javier Forés         | Ducati       | 17     | +23.590      | 3    | 9      |
| 8   | 44  | David Salom          | Kawasaki     | 17     | +26.417      | 11   | 8      |
| 9   | 36  | Leandro Mercado      | Ducati       | 17     | +26.489      | 10   | 7      |
| 10  | 1   | Sylvain Guintoli     | Honda        | 17     | +27.979      | 12   | 6      |
| 11  | 86  | Ayrton Badovini      | BMW          | 17     | +28.120      | 14   | 5      |
| 12  | 14  | Randy de Puniet      | Suzuki       | 17     | +34.064      | 8    | 4      |
| 13  | 75  | Gábor Rizmayer       | BMW          | 17     | +1:09.123    | 18   | 3      |
| 14  | 23  | Christophe Ponsson   | Kawasaki     | 17     | +1:10.996    | 21   | 2      |
| 15  | 45  | Gianluca Vizziello   | Kawasaki     | 17     | +1:13.892    | 17   | 1      |
| 16  | 48  | Alex Phillis         | Kawasaki     | 17     | +1:30.797    | 19   |        |
| 17  | 10  | Imre Tóth            | BMW          | 16     | +1 ronde     | 20   |        |
| DNF | 59  | Niccolò Canepa       | Ducati       | 10     | Uitgevallen  | 13   |        |
| DNF | 40  | Román Ramos          | Kawasaki     | 7      | Uitgevallen  | 16   |        |
| DNF | 22  | Alex Lowes           | Suzuki       | 9      | Uitgevallen  | 7    |        |
| DNF | 2   | Leon Camier          | MV Agusta    | 0      | Uitgevallen  | 15   |        |
| DNS | 15  | Matteo Baiocco       | Ducati       | 0      | Niet gestart |      |        |

### Race 2
| Pos | Nr  | Rijder               | Constructeur | Rondes | Tijd         | Grid | Punten |
| --- | --- | -------------------- | ------------ | ------ | ------------ | ---- | ------ |
| 1   | 91  | Leon Haslam          | Aprilia      | 17     | 33:45.745    | 5    | 25     |
| 2   | 7   | Chaz Davies          | Ducati       | 17     | +0.110       | 4    | 20     |
| 3   | 66  | Tom Sykes            | Kawasaki     | 17     | +0.388       | 1    | 16     |
| 4   | 60  | Michael van der Mark | Honda        | 17     | +7.653       | 9    | 13     |
| 5   | 1   | Sylvain Guintoli     | Honda        | 17     | +14.487      | 12   | 11     |
| 6   | 36  | Leandro Mercado      | Ducati       | 17     | +19.363      | 10   | 10     |
| 7   | 14  | Randy de Puniet      | Suzuki       | 17     | +22.468      | 8    | 9      |
| 8   | 59  | Niccolò Canepa       | Ducati       | 17     | +22.530      | 13   | 8      |
| 9   | 44  | David Salom          | Kawasaki     | 17     | +27.596      | 11   | 7      |
| 10  | 86  | Ayrton Badovini      | BMW          | 17     | +29.294      | 14   | 6      |
| 11  | 23  | Christophe Ponsson   | Kawasaki     | 17     | +1:02.181    | 21   | 5      |
| 12  | 45  | Gianluca Vizziello   | Kawasaki     | 17     | +1:05.246    | 17   | 4      |
| 13  | 75  | Gábor Rizmayer       | BMW          | 17     | +1:05.256    | 18   | 3      |
| 14  | 10  | Imre Tóth            | BMW          | 17     | +2:04.816    | 20   | 2      |
| 15  | 48  | Alex Phillis         | Kawasaki     | 15     | +2 ronden    | 19   | 1      |
| DNF | 40  | Román Ramos          | Kawasaki     | 16     | Uitgevallen  | 16   |        |
| DNF | 81  | Jordi Torres         | Aprilia      | 16     | Ongeluk      | 6    |        |
| DNF | 65  | Jonathan Rea         | Kawasaki     | 4      | Uitgevallen  | 2    |        |
| DNF | 2   | Leon Camier          | MV Agusta    | 4      | Uitgevallen  | 14   |        |
| DNF | 22  | Alex Lowes           | Suzuki       | 0      | Uitgevallen  | 7    |        |
| DNS | 112 | Javier Forés         | Ducati       | 0      | Niet gestart | 3    |        |
| DNS | 15  | Matteo Baiocco       | Ducati       | 0      | Niet gestart |      |        |

## Supersport
| Pos | Nr  | Rijder             | Constructeur | Rondes | Tijd         | Grid | Punten |
| --- | --- | ------------------ | ------------ | ------ | ------------ | ---- | ------ |
| 1   | 111 | Kyle Smith         | Honda        | 15     | 30:44.036    | 5    | 25     |
| 2   | 54  | Kenan Sofuoğlu     | Kawasaki     | 15     | +0.971       | 1    | 20     |
| 3   | 87  | Lorenzo Zanetti    | MV Agusta    | 15     | +1.074       | 6    | 16     |
| 4   | 14  | Lucas Mahias       | Yamaha       | 15     | +3.575       | 2    | 13     |
| 5   | 99  | P.J. Jacobsen      | Honda        | 15     | +6.271       | 5    | 11     |
| 6   | 88  | Nicolás Terol      | MV Agusta    | 15     | +6.553       | 7    | 10     |
| 7   | 44  | Roberto Rolfo      | Honda        | 15     | +19.988      | 10   | 9      |
| 8   | 25  | Alex Baldolini     | MV Agusta    | 15     | +26.605      | 12   | 8      |
| 9   | 5   | Marco Faccani      | Kawasaki     | 15     | +26.901      | 8    | 7      |
| 10  | 61  | Fabio Menghi       | Yamaha       | 15     | +37.648      | 13   | 6      |
| 11  | 6   | Dominic Schmitter  | Kawasaki     | 15     | +37.655      | 14   | 5      |
| 12  | 31  | Sergio Gadea       | Honda        | 15     | +1:09.489    | 17   | 4      |
| 13  | 10  | Nacho Calero       | Honda        | 15     | +1:11.089    | 16   | 3      |
| 14  | 181 | Abdulaziz Binladin | Kawasaki     | 15     | +1:14.627    | 18   | 2      |
| 15  | 43  | Kevin Manfredi     | Honda        | 15     | +1:31.901    | 20   | 1      |
| 16  | 35  | Stefan Hill        | Honda        | 14     | +1 ronde     | 19   |        |
| DNF | 11  | Christian Gamarino | Kawasaki     | 11     | Ongeluk      | 9    |        |
| DNF | 19  | Kevin Wahr         | Honda        | 11     | Uitgevallen  | 11   |        |
| DNF | 4   | Gino Rea           | Honda        | 6      | Ongeluk      | 3    |        |
| DNF | 41  | Aiden Wagner       | Honda        | 0      | Uitgevallen  | 15   |        |
| DNS | 68  | Glenn Scott        | Honda        | 0      | Niet gestart |      |        |

## Eindstanden na wedstrijd

### Superbike
| Pos | Nr | Rijder       | Team     | Punten |
| --- | -- | ------------ | -------- | ------ |
| 1   | 65 | Jonathan Rea | Kawasaki | 548    |
| 2   | 7  | Chaz Davies  | Ducati   | 416    |
| 3   | 66 | Tom Sykes    | Kawasaki | 399    |
| 4   | 91 | Leon Haslam  | Aprilia  | 332    |
| 5   | 81 | Jordi Torres | Aprilia  | 247    |

### Supersport
| Pos | Nr  | Rijder          | Team      | Punten |
| --- | --- | --------------- | --------- | ------ |
| 1   | 54  | Kenan Sofuoğlu  | Kawasaki  | 233    |
| 2   | 99  | P.J. Jacobsen   | Honda     | 196    |
| 3   | 87  | Lorenzo Zanetti | MV Agusta | 158    |
| 4   | 16  | Jules Cluzel    | MV Agusta | 155    |
| 5   | 111 | Kyle Smith      | Honda     | 116    |

2005 · 2006 · 2007 · 2008 · 2009 · 2014 · 2015 · 2016 · 2017 · 2018 · 2019